# Episothalma
Episothalma là một chi bướm đêm thuộc họ Geometridae.

## Các loài
- Episothalma robustraria (Guenée, 1857)